# Parque Nacional Hallasan
O Parque Nacional Hallasan é um parque nacional sul-coreano, localizado na ilha de Jeju. Foi designado como tal em 24 de março de 1970 e tem uma área de 153,11 km2, o que o torna o décimo menor parque nacional na Coreia do Sul. É o único parque nacional no país que não é administrado pelo serviço de parques nacionais, e o único também considerado um patrimônio mundial da humanidade pela UNESCO, sendo reconhecido como tal em 27 de junho de 2007.
A principal atração turística do parque nacional é o monte Hallasan, o maior da Coreia do Sul com uma altitude de 1.947 metros e considerado uma das três principais montanhas do país, junto com o Jirisan e o Seorakasan. Existem 9 trilhas principais no parque, com uma variação de distância entre 4 e 20,3 km, e encompassando ganhos de altitude entre 135 e 1.240 metros. A entrada no parque é gratuita, porém visitantes necessitam de pagar para acampar, utilizar o chuveiro e estacionar.
A vegetação varia de acordo com a altitude. Ao redor da costa e encostas de menor altitude da montanha, a vegetação é subtropical, e transiciona-se a uma vegetação alpina à medida que a altitude aumenta. Visitantes podem avistar, além de outros animais, texugos, veados, gazelas e doninhas. O parque é um bom ponto para avistamento de pássaros, com 364 espécies habitando ou migrando pelo local.
O parque foi criado com o intuito de preservar a biodiversidade da ilha de Jeju, protegendo aproximadamente 400 espécies de plantas consideradas como ameaçadas e 19 espécies de pássaros considerados como monumento natural do país. Os esforços de conservação conseguiram aumentar a população de corças, que estava à beira da extinção na área. A área é reconhecida como um patrimônio mundial da humanidade e uma reserva da biosfera pela UNESCO.